# Josef Tuppy
Josef Tuppy (25. ledna 1870 Cvikov – 12. března 1941) byl rakouský politik německé národnosti z Čech, na počátku 20. století poslanec Říšské rady za Slezsko.

## Biografie
Byl tajemníkem v Krnově. Byl důvěrníkem dělnického hnutí v jeho počátcích. Později působil coby redaktor listu Schlesische Volkspresse.
Působil i jako poslanec Říšské rady (celostátního parlamentu Předlitavska), kam usedl ve volbách do Říšské rady roku 1907, konaných poprvé podle všeobecného a rovného volebního práva. Byl zvolen za obvod Slezsko 08. Po volbách roku 1907 byl uváděn coby člen Klubu německých sociálních demokratů (Rakouská sociálně demokratická strana).
Po vzniku Československa působil v rodných severních Čechách. Od roku 1919 zastával post generálního tajemníka Říšského svazu německých hostinských společenstev (Reichsverband deutscher Gastwirtegenossenschaften) a byl pověřen vydáváním listu Hotel- und Gastgewerbezeitung. Ve funkci generálního tajemníka tohoto profesního svazu se uvádí ještě v roce 1936 a 1937.